# John Cleese
John Marwood Cleese (ur. 27 października 1939 w Weston-super-Mare) – angielski aktor komediowy, członek grupy Monty Python.
Jego rodzina nazywała się Cheese, czyli ser. Ojciec w obawie przed drwinami w wojsku zmienił nazwisko na Cleese w 1915 r., zanim się zaciągnął. Stworzył słowo, które nic nie znaczy w języku angielskim.

## Pythoni
Studiował prawo w Cambridge, gdzie poznał swego przyszłego partnera pisarskiego Grahama Chapmana. Ukończył uczelnię w 1963. Efekt działania tej spółki (obok animacji Gilliama) był najbardziej surrealistyczną częścią działalności Pythonów.
Ich skecze dotyczyły zwykle szarych ludzi w codziennych sytuacjach, jednak robiących rzeczy dziwaczne. Na przykład Cleese i Chapman zmienili zwyczajny widok zdążającego do biura urzędnika w czarnym garniturze i meloniku w scenę, gdy Cleese z kamienną twarzą wije się, potyka i podskakuje w drodze do pracy w „Ministerstwie Głupich Kroków”. Ujawnia to talent Cleese’a do humoru bazującego na cechach fizycznych aktora, stosowanego też w autorskim cyklu komediowym Cleese’a Fawlty Towers (Hotel Zacisze).
Często gra postacie, które pozostają śmiertelnie poważne, mimo że wykonują czynności niedorzeczne. Uwidacznia to m.in. jego rola Sir Lancelota w „Świętym Graalu”, gdzie podąża na zamek, by wybawić damę z opresji, nie zdając sobie sprawy z tego, że w efekcie masakruje gości weselnych. Innym często stosowanym przez spółkę autorską Cleese-Chapman chwytem jest osadzanie skeczu wokół sporu na zupełnie oczywisty temat, tak jak w skeczu ze zdechłą papugą, w sklepie z serem czy w klinice kłótni. We wszystkich tych rolach Cleese pojawiał się wraz z Michaelem Palinem, którego często określał jako swego „ulubionego Pythona”.

## Działalność pozafilmowa
W 1979 wyreżyserował oraz występował w programie The Secret Policeman's Ball, który miał na celu zdobycie funduszy dla Amnesty International. Dzięki temu programowi oraz jego następnym edycjom w działalność charytatywną zaangażowało się wiele osób, w tym muzycy: Sting, Bono, Peter Gabriel, Bob Geldof, Midge Ure.
Z terapeutą Robinem Skynnerem Cleese napisał dwie książki o życiu rodzinnym: Żyć w rodzinie i przetrwać (Families and how to survive them) oraz Żyć w tym świecie i przetrwać (Life and how to survive it). Napisał także wstępy do serii książek o życiu z chorobami cywilizacyjnymi (cukrzyca, nadciśnienie tętnicze, astma oskrzelowa).
W 1996 roku Cleese odmówił przyjęcia komandorii Orderu Imperium Brytyjskiego (CBE).
W 2003 roku użyczył swego głosu jako mistrz ceremonii na albumie Mike’a Oldfielda Tubular Bells 2003.
W 2008 John Cleese zagrał w serii telewizyjnych spotów reklamowych banku BZ WBK. W jednym z nich stwierdzał, że lubi pierogi i ma ciotkę w Pcimiu. Pierwszy spot wyemitowano w połowie lutego.
W 2012 John Cleese zagrał w serii telewizyjnych spotów reklamowych czeskiego banku UniCredit. W jednym z nich stwierdzał, że lubi knedliki i ma ciotkę w Czeskim Cieszynie. Pierwszy spot wyemitowano w połowie lutego.
Obecnie ma tytuł Provost's Visiting Professor na Cornell University, gdzie prowadzi niekiedy zajęcia.

## Życie prywatne
Jego pierwszą żoną była Connie Booth (od 15 lutego 1968 do 1978). Z tego związku mają jedno dziecko, Cynthię Cleese (ur. 1971).
Cleese ponownie się ożenił w 1981 z amerykańską aktorką Barbarą Trentham. Ich córka Camilla urodziła się w 1984 r. To małżeństwo również się rozpadło, w 1990 r.
W 1992 Cleese ożenił się po raz trzeci, z amerykańską psychoterapeutką Alyce Faye Eichelberger. Tym razem rozwód nastąpił w 2008 r. W 2012 r. ożenił się po raz czwarty – z aktorką Jennifer Wade.
Mieszka w Montecito w stanie Kalifornia. Ma 197 cm wzrostu.

## Filmografia
Filmografia:

- 1975: Monty Python i Święty Graal jako Dzielny Sir Lancelot / Czarny Rycerz
- 1975–1979: Hotel Zacisze (Fawlty Towers) jako Basil Fawlty
- 1979: Żywot Briana jako Reg (przywódca Frontu Wyzwolenia Judei)/Centurion/Żydowski urzędnik/Mędrzec ze Wschodu
- 1980: Poskromienie złośnicy jako Petruchio
- 1983: Sens życia według Monty Pythona
- 1983: Żółtobrody jako Harvey Pew
- 1985: Silverado jako szeryf Langston
- 1986: Jak w zegarku jako Brian Stimpson
- 1988: Rybka zwana Wandą jako Archie
- 1989: Eryk wiking jako Halfdan Czarny
- 1993: Awantura o spadek jako Raoul P. Shadgrind
- 1994: Frankenstein jako profesor Waldman
- 1997: Lemur zwany Rollo jako Rollo Lee
- 1997: George prosto z drzewa jako Małpa
- 1999: Świat to za mało jako R
- 2001: Wyścig szczurów jako Donald Sinclair
- 2001: Harry Potter i Kamień Filozoficzny jako Prawie Bezgłowy Nick
- 2002: Harry Potter i Komnata Tajemnic jako Prawie Bezgłowy Nick
- 2002: Śmierć nadejdzie jutro jako Q
- 2004: Will & Grace
- 2004: W 80 dni dookoła świata jako sierżant Grizzled
- 2008: Dzień, w którym zatrzymała się Ziemia jako naukowiec
- 2009: Różowa Pantera 2 jako inspektor Dreyfus
- 2021: Święta u Christmasów jako John Christmas

- 2021: Clifford. Wielki czerwony pies - Pan Bridwell, magiczny ratownik zwierząt

## Dubbing
- 1994: Księżniczka łabędzi jako Jean-Bob
- 2004: Shrek II jako król Harold
- 2009: Planeta 51 jako profesor Kipple
- 2011: Kubuś i przyjaciele
- 2016: Payday 2 jako Aldstone
- 2016: Trolle jako król Gryzek Sr.

## Publikacje
- Żyć w rodzinie i przetrwać – współautor (z psychiatrą Robinem Skynnerem)
- Żyć w tym świecie i przetrwać – współautor (z psychiatrą Robinem Skynnerem)